# 제34회 부산국제단편영화제
제34회 부산국제단편영화제는 2017년 4월 25일에 열린 시상식이다.

## 수상 및 후보

### 최우수작품상(국제경쟁)
- 아직은 - 아리안 바지다프타리 수상

### 우수작품상(국제경쟁)
- 구급차 - 세바스티안 토른그렌 바르틴 수상

### 심사위원특별상(국제경쟁)
- 우리 사이에 - 마테이 밀렐 수상

### 심사위원특별언급상(국제경쟁)
- 올가 - 막심 브루넬 수상

### 부산 시네필 어워드(국제경쟁)
- 인형의 눈 - 조나단 위소키 수상

### 최우수작품상(KAFA 상)(한국경쟁)
- 아버지의 방 - 장나리 수상

### 우수작품상(한국경쟁)
- 이웃에 방해가 되지 않는 선 - 신지훈 수상

### 심사위원특별상(한국경쟁)
- 개들의 침묵 - 박현철 수상

### 심사위원특별언급상(한국경쟁)
- 나가요: ながよ - 차정윤 수상

### 부산 시네필 어워드(한국경쟁)
- 나만 없는 집 - 김현정 수상

### 연기상(한국경쟁)
- 공채사원 - 조동인 수상

### 넷팩상
- 아직은 - 아리안 바지다프타리 수상

### 오퍼레이션키노(최우수작품상)
- 내 나이가 어때서 - 황시영 수상

### 오퍼레이션키노(우수작품상)
- 후회하지 않아 - 장홍규 수상

### 국제경쟁
- 아니 - 리나 B. 저우
- 시간이 빠르게 흘러갈 때 - 아나 파조프
- 이바노비치 - 세르게이 바로브카
- 어느 날 스웨덴 해변에서 - 시몬 발네
- 부케 - 줄리앙 세가 외 1명
- 10미터 플랫폼 - 악셀 다니엘슨 외 1명
- 룬트의 헬가 - 더라이아 페트라키
- 은닉자의 노래 - 주앙 살라비자
- 클랜 - 스테파니 코크
- 로 메테리얼 - 히스토스 카라케펠리스
- 낙타의 말 - 후안 안토니오 모레노
- 페페 림베 - 줄리앙 실로레이
- 우리를 멀어지게 하는 것들 - 하오웨이 후
- 이륙 전 - 로런스 보반
- 무단침입 - 미라 폴크스
- 어둠속의 양탄자 - 니콜라 노박
- 꽃과 벽 - 에덴 준중
- 어쨌든 집으로 - 파블로 케스
- 사물들의 밤 - 필라 팔로메로
- 한밤의 드라마 - 패트리스 라리버테
- 티벳 여인 - 진 후아칭
- 침묵을 향하여 - 마리아노 코콜로
- 인형의 눈 - 조나단 위소키
- 구급차 - 세바스티안 토른그렌 바르틴
- 우리 사이에 - 마테이 밀렐
- 칠면조 - 후안 바레다
- 올가 - 막심 브루넬
- 사라진 머리 - 프랭크 디온
- 영혼들 - 사이 나우 캄
- 숲 - 츠타 테츠이치로
- 행복을 찾아서 - 클라우디아 무니즈
- 벽 - 라두 미하이
- 건너편에서 - 잔 프리바
- 아직은 - 아리안 바지다프타리
- 승천 - 페드로 페랄타
- 매혹적인 그녀 - 하이니 키쉬
- 크롭츠담의 인사 - 요렌 몰터르

### 한국경쟁
- 개들의 침묵 - 박현철
- 역귀 - 임승현
- 김수영, 불온한 시절 - 김건영 외 5명
- 이웃에 방해가 되지 않는 선 - 신지훈
- 심심 - 김승희
- 곰국 - 신윤호
- 앰부배깅 - 한정재
- 공채사원 - 김태웅
- 늙은 세탁기 - 김예란
- 보호자 - 최은우
- 목련에 대하여 - 방성준
- 성재씨 - 김록경
- 나가요: ながよ - 차정윤
- 미씽 - 김민경
- 아버지의 방 - 장나리
- 나만 없는 집 - 김현정
- 미망인 - 최청일
- 문신 - 현정헌
- 능력소녀 - 김수영
- 홍어 - 연제광

### 프리즘
- 타티 VS 브레송: 개그 - 마크 래파포트
- 세르게이 혹은 - 마크 래파포트
- 더글라스 서크의 화장대 - 마크 래파포트
- 빈 스크린 - 마크 래파포트
- 초원의 카우보이 모자 - 케빈 제롬 에버슨
- 센추리 - 케빈 제롬 에버슨
- 스톤 - 케빈 제롬 에버슨
- 누수 지점 - 케빈 제롬 에버슨
- 귀,코, 그리고 목 - 케빈 제롬 에버슨
- 더 이상 잃어버릴 것이 없다 - 케빈 제롬 에버슨
- 램스 23 VS 블루 베어스 21 - 케빈 제롬 에버슨
- 이슨 - 케빈 제롬 에버슨
- 기차의 도착 - 톰 앤더슨
- 주크 – 스펜서 윌리암스의 여정 - 톰 앤더슨
- 아쿠아리움과 국가 - 장 마리 스트로브

### 아시아 단편
- 어느 무더운 여름 - 아리 아부 이드
- 69번째 편지 - 린 신이
- 83 순비자이로(路) 14호 - 티 타왓 따이파용위칫
- 공포의 기원에 대하여 - 바유 프리한토로 필레몬
- 당신이 떠난다면 - 도도 도야오
- 미처 다 말하지 못한 소설 - 로우 위메이
- 할머니의 눈동자 - 웡 이메이
- 허물 - 웡 젝밍
- 강 위로 흐르는 빛 - 제시 창 취이샨
- 중심에서 사라져가는 것들 - 추 호이잉 니콜
- 창밖의 참새 - 황 밍졍
- 사랑에 관한 7개의 장면 - 린 쳔
- 베이비페이스 - 청유치에

### 패밀리 단편
- 스프링 잼 - 네드 웬록
- 늑대와 야생딸기 - 폴리나 민체녹
- 인디언 놀이 - 올리비에 아놀드
- 날고 싶어요 - 안드레스 테누사
- 바람이라 불리는 강아지 - 피테르 마르챠스
- 토요 극장 - 마마두 디아
- 싱 - 크리스토프 데아크
- 오해 - 클레르 레드뤼
- 코인 보이 - 리 츄안-양
- 뻐드렁니 - 카미유 베르니나스 외 4명
- 난 여기 살지 않아 - 마이테 알베르디 외 2명
- 왈리족 거만한 사위 이야기 - 노엘르 들레스
- 촉법소년 - 김재현
- 달려라 하루 - 미키 두자이
- 백 번째 생일 - 리엔 치엔 홍
- 빅 붐 - 마라 나리마노프
- 아무도 살지 않는 집 - 문명환

### 커튼콜
- 커브 - 팀 에간
- 잃어버린 목소리 - 마르셀로 마르티네시
- 베누시아 - 루이즈 카린
- 타임코드 - 주안조 지멘네즈 페나
- 9일간의 기록 - 알레포 창가에서 - 이사 토우마 외 2명
- 단순한 삶 - 알바로 앙귀타
- 개구리의 발라드 - 레오노어 텔레스
- 나의 방울 소리가 들릴 때 - 샤브남 자리아브

### 웁살라에서 온 짧은 편지
- 망각자들 - 피터 라르손
- 위원회 - 군힐드 엥예르 외 1명
- 룰레오의 밤 - 클라라 보든
- 엄마의 말 - 미카엘 번센
- 베이비 - 로비사 사이렌
- 엄마들 - 조안나 리텔

### 주빈국 프로그램: 캐나다
- 기븐 유어 히스토리 - 몰리 맥글린
- 꼬마 보안관 - 트레버 앤더슨
- 이발소에서 - 나단 더글라스
- 물고기 - 헤더 영
- 조용한 지대 - 다비드 브리앙 외 1명
- 고가도로 - 패트리스 라리버테
- 수정 - 케빈 파파티
- 클라우즈 오브 어텀 - 매튜 테일러 블라이스 외 1명
- 북풍 - 카롤린 모네
- 남아있는 사람들 - 마튜 바숑
- 모바일라이즈 - 카롤린 모네
- 히어 앤드 데어 - 디안느 오봉사윈
- 붉은 길 - 테레즈 오타와
- 근원 - 페피타 페라리
- 자유인과의 인터뷰 - 니콜라스 레베스크
- 길 위의 세계 - 나딘 보데
- 오라 - 필립 베이로크
- 지옥의 질주 - 마틴 뷰로
- 헤이 루! - 존 블루인
- 쿠바를 위한 노래 - 타마라 세구라
- 해변에서 - 제레미 피터 앨런
- 채석장 - 진-마크 E.로이
- 락 - 루이즈 아샹보

### 프리퀄 오브 뉴질랜드
- 다이브 - 매튜 세빌
- 로스와 베스 - 헤미쉬 베넷
- 바깥은 위험해 - 제임스 커닝햄
- 웨이트 - 야민 툰
- 홈 - 토마스 글리슨
- 마담 블랙 - 이반 바르게

### BISFF 토크
- 달의 네 개의 얼굴 - 아만다 스트롱
- 미아 - 아만다 스트롱
- 인디고 - 아만다 스트롱
- 다이브 - 매튜 세빌
- 히치 하이크 - 매튜 세빌